# Hosakere, Tirthahalli
Hosakere là một làng thuộc tehsil Tirthahalli, huyện Shimoga, bang Karnataka, Ấn Độ.